# Dramyin
El dramyin o dranyen (tibetano: སྒྲ་ སྙན་, Wylie: sgra-snyan; Dzongkha: dramnyen; chino: 扎 木 聂; pinyin: zhamunie) es un laúd típico de la música tradicional del Himalaya, que posee siete cuerdas, utilizado principalmente como acompañamiento al canto en la cultura budista Drukpa en Bután, así como en el Tíbet, Sikkim y en la región himalaya de Bengala Occidental. A menudo se usa en festivales religiosos del budismo tibetano (como los tsechu). El instrumento se toca con técnicas de rasgueo, fingerpicking o (más comúnmente) pizzicato. El dramyen, el chiwang (violín) y el lingm (flauta) constituyen el inventario instrumental básico de la música folclórica tradicional de Bután.

## Estructura
El dramyin es un laúd de mástil largo, de doble cintura y sin trastes. Suele elaborarse en una sola pieza de madera y puede variar en tamaño desde 60 hasta 120 cm de longitud. A diferencia de una guitarra contemporánea, el dramyin no tiene una abertura acústica redonda en la caja de resonancia de madera, sino más bien en forma de roseta como un laúd.
De sus siete cuerdas, o thag, solo seis continúan al clavijero. Por lo tanto, seis clavijas de sintonización se encuentran en el clavijero, mientras que una (que corresponde típicamente a la tercera cuerda desde la izquierda) se encuentra en el mismo mástil. Las cuerdas se fabricaban originalmente con catgut de origen animal, pero actualmente están hechas de material sintético como nailon (similar a la progresión en el uso de esos materiales en los deportes de raqueta). Las siete cuerdas se producen en dos cursos dobles y un curso triple. Estos se convierten en tres cursos dobles en el momento en que alcanzan el clavijero. Los dramyins tradicionales están equipados con un solo puente. La resonancia se logra con una piel delgada de animal. Ciertas formas más antiguas de dramyins poseían «subcuerdas» para producir más resonancia.
Algunos dramyins vienen con un plectro unido a la base para pulsar. Los plectros tradicionalmenteeran fabricados de hueso, pero ahora están hechos de plástico o madera. El dramyin a menudo está adornado y pintado con colores, o tallado con símbolos y motivos religiosos, y su clavijero es a menudo impresionantemente tallado en forma de "C", asemejándose a un chusing, un tipo de monstruo marino. Las borlas se pueden colgar de los cuernos del chusing para darle al instrumento una apariencia más aterradora.

## Técnica

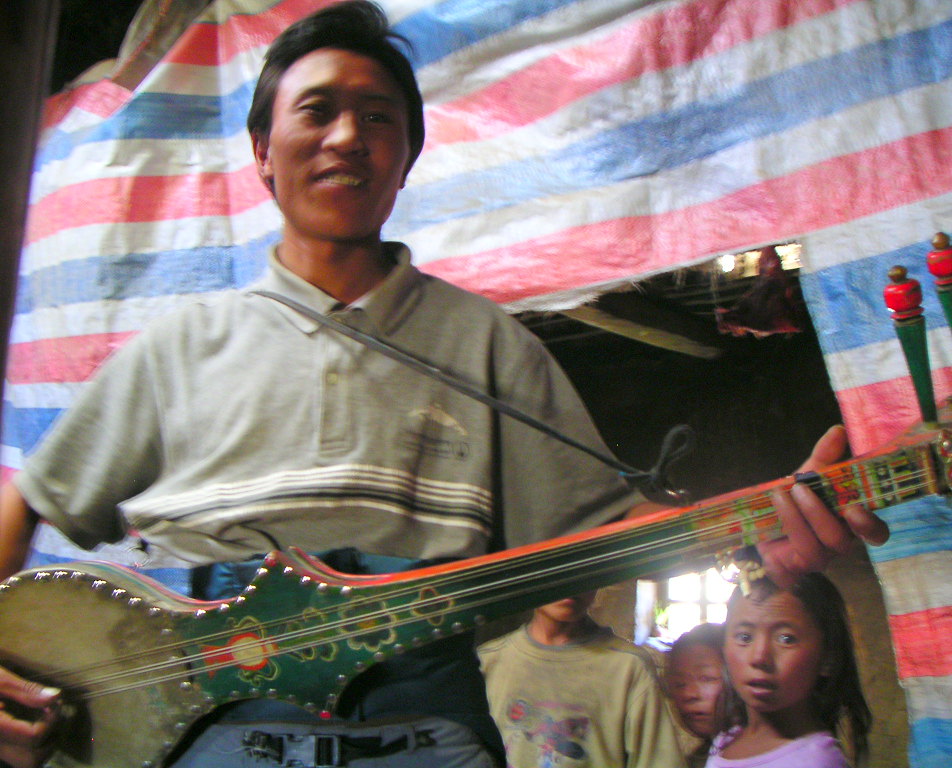
Hombre tibetano tocando un dramyin

El curso triple (generalmente medio) del dramyin típicamente contiene la mitad de la cuerda a la izquierda, que generalmente se sintoniza una octava por encima de las cuerdas de unísono del medio. Uno de los otros dos cursos normalmente se afina una octava aparte. Los cursos normalmente son pulsados al unísono durante la reproducción. Típicamente se toca una sola nota a la vez, lo que hace que la música sea melódica y no armónica. Los dramyins también se pueden tocar manteniendo el tempo de una manera rítmica. La forma estándar de pulsar un curso es hacia abajo y hacia arriba. Una de las dos cuerdas en el curso es pulsada en un movimiento hacia abajo, y la otra en un movimiento ascendente. El movimiento hacia abajo es típicamente más fuerte que el otro.

## Importancia cultural

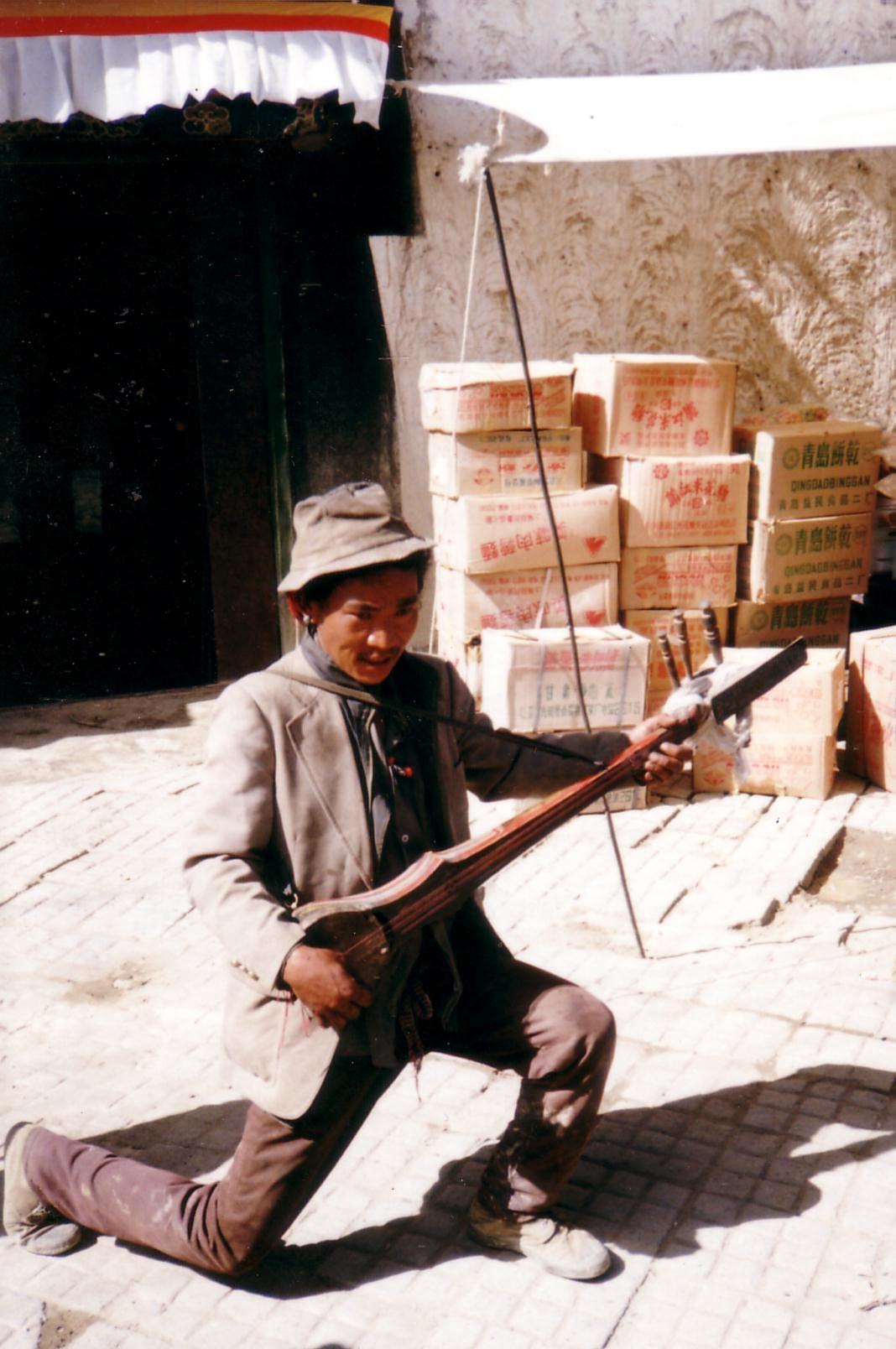
Músico callejero tibetano tocando un drumyin.

Los dramyins se usan a menudo como acompañamiento mientras se narran historias para proporcionar ambiente y mantener el tempo, como se muestra en la película butanesa «Viajeros y magos».
Los dramyins se utilizan especialmente en la representación de Dramyin Cham, una danza de subyugación interpretada por monjes Drukpa durante el canto de «Dramyin Choeshay», una canción religiosa. Estos se llevan a cabo en festivales religiosos llamados tsechus, prohibidos en el Tíbet, pero que no han disminuido en Bután tanto como lo han estado durante los últimos cuatro siglos. La música con dramyin en el cham es notable, ya que es una de las pocas instancias de instrumentos de cuerda en la música monástica en Bután, o en el budismo tibetano en general. Un intérprete de dramyin dirige el baile y mantiene el tempo para los bailarines tocando el instrumento. En muchos chams, el lugar del dramyin es tomado por un instrumento de percusión, generalmente los platillos.
El dramyin generalmente se considera como un instrumento laico, y la actuación de un Dramyin Cham o Dramyin Choeshay es uno de los pocos casos en que se permite que se toquen dramyins dentro de un monasterio o un dzong. Sin embargo, las dramyins a menudo se representan en thongdrels (en el Tíbet: thangkas) y se dan como ofrendas a las deidades. El rey guardián de la dirección oriental, Sharchop Gyalpo (identificado con Dhritarashtra de la mitología hindú), se asocia con un dramyin en la iconografía religiosa. Asimismo, se supone que el melodioso sonido del dramyin atrae a los demonios, y el papel de la chusing tallada en el clavijero actúa para alejarlos. El dramyin está asociado con una deidad guardiana en el Dramyin Cham.

## Cultura popular y variantes modernas
Rigsar es un estilo de música popular que surge en Bután, que hace un uso extensivo del dramyin, aunque el dramyin tradicional es típicamente modificado en un dramyin de rigsar por el músico butanés Sonam Dorji, para su uso en dicha música popular. El dramyin de rigsar tiene quince cuerdas, dos puentes y un juego extra de llaves de afinación.